# Salvador Ruiz Rodríguez
Salvador 'Salva' Ruiz Rodríguez (Albal, Horta Sud, 17 de maig de 1995) és un futbolista professional valencià que juga pel CE Castelló com a lateral esquerre.

## Carrera esportiva
Ruiz es va formar al planter del València CF. Va debutar com a sènior amb el València CF Mestalla quan tenia només 16 anys, jugant 19 partits a la segona B la temporada 2011–12 en què va marcar un gol, en una victòria per 2–0 a casa contra el CE Manacor. El 28 de novembre de 2012 va jugar el seu primer partit oficial amb el primer equip, jugant els 90 minuts en una victòria per 3–1 a casa contra la UE Llagostera en l'edició de 2012-13 de la Copa del Rei.
Ruiz fou cedit al CD Tenerife per la temporada 2013–14. Va jugar el seu primer partit a la segona divisió el 25 d'agost, jugant com a titular, i essent substituït, en un empat 0–0 a casa contra l'Hèrcules CF.
El 13 de juliol de 2015, després de dues temporades més amb el València B, Ruiz fou cedit al Granada CF per la temporada 2015-16. Va debutar a La Liga el 24 d'agost, jugant com a titular, i essent expulsat al minut 56, en una derrota per 1–3 a casa contra la SD Eibar.

## Palmarès
Espanya Sub-19
- Campionat d'Europa Sub-19 de la UEFA: 2012